# فريدريك جون فان باير
فريدريك جون فان باير هو عسكري هولندي، ولد في 27 يوليو 1645، وتوفي في 15 ديسمبر 1713.